# Szapolyai György
Szapolyai György (1488 (körül) – Mohács, 1526. augusztus 29.) főúr, szepesi gróf, Szapolyai István nádor és Hedvig tescheni hercegnő fia, I. János magyar király öccse.

## Élete
Bátyja mellett a politikai életben háttérbe szorult.
1504-ben eljegyezte Corvin János herceg leányát, Erzsébetet. 
Az anyjának, Hedvig tescheni hercegnőnek, Szapolyai István nádor özvegyének a kezdeményezésére, aki még Corvin Erzsébet idősebbik öccse, Kristóf életében megígérte, hogy támogatni fogja Corvin János özvegyét, Frangepán Beatrixot, amennyiben ez a fia (is) meghalna, hogy az ősiség törvényével összhangban előállott magszakadás miatt a lánya, Erzsébet örökölhesse a Hunyadi-birtokokat, Erzsébetet 1505 februárjában Budán eljegyezték Hedvig hercegnő kisebbik fiával, Györggyel, aki a megállapodás szerint a leendő felesége révén szintén a Hunyadi-vagyon örököse lesz. Frangepán Beatrix ezt az eljegyzést a fia halála (1505. március 17.) után, 1505. augusztus 25-én is megerősítette Rakolnokon, de miután II. Ulászló magyar király 1506. augusztus 31-én kelt adománylevelével Corvin János érdemeire való tekintettel az özvegyének és a leányának adományozta a birtokokat, ezért Beatrix mégis felbontotta a lánya jegyességét.
A Hunyadi–Szapolyai eljegyzéssel párhuzamosan 1505 februárjában a bátyja, a 18 éves János, illetőleg az ő nevében az anyjuk, Piast Hedvig tescheni hercegnő feleségül kérte a királyi pár, II. Ulászló és Candale-i Anna leányát, a 19 hónapos Anna hercegnőt, akinek Tescheni Hedvig az egyik keresztanyja volt. Az udvar azonban a leánykérést a lehető legudvariasabb formában, de azzal az indoklással utasította el, hogy igaz ugyan, hogy csak egy leánygyermeke van a királynak, de még minden reménye megvan arra, hogy egy fiúörököse szülessen, és ő kövesse a trónon, semmint hogy leánya férje legyen az örökös.
Györgyöt a mohácsi ütközet előtt Tomori Pál mellé a csatából elkésett bátyja helyett fővezérnek választották; a csatában eltűnt.
Szerémi György Epistola de perdicione regni Hungarorum című munkájában idéz egy levelet, amelyben Tatai Miklós (udvari káplán) Epistola flebis (Siralmas levél) című írásában azzal vádolta Szapolyai György grófot, hogy ő gyilkolta meg a mohácsi csatából menekülő Lajos királyt a dunaszekcsői plébános házában. Azonban Tatai Miklós nevű udvari káplánról ez az egyetlen forrásunk, ráadásul az általa írt levél ugyanazzal a kézírással készült, mint Szerémi György tudósítása, így ezt az értesülést a történészek nem fogadják el hitelesnek.